# Rabu
Rabu '( tiếng Ả Rập: ربعو, cũng đánh vần Rabho) là một ngôi làng Syria nằm trong phó huyện Masyaf ở huyện Masyaf, nằm ở phía tây Hama. Theo Cục Thống kê Trung ương Syria (CBS), Rabu có dân số 2.288 người trong cuộc điều tra dân số năm 2004.
Rabu' là trang web của cổ Assyria thị trấn pháo đài của Aribna, một phần của Lubama. Đó là nơi hoàng đế Assyria Ashurnasirpal I ở lại khi khu vực Lukuti bị tàn phá.
Ngôi mộ của một vị thánh được tôn kính rộng rãi ở khu vực Masyaf nằm ở Rabu'. Theo văn hóa dân gian địa phương, "chỉ một người đàn ông có lương tâm trong sáng" mới có thể đi qua lối vào của nó.